# ヨウ化セシウム
ヨウ化セシウム（ヨウかセシウム、cesium iodide または caesium iodide）は、組成式が CsI と表される無機化合物。アルカリ金属であるセシウムとハロゲンであるヨウ素からなる金属ハロゲン化合物である。科学分野での用途として、ヨウ化セシウムがシンチレータ（放射線が当たることによって蛍光を示す性質を持つ物質）である性質を利用し、エックス線蛍光倍増管・ガンマ線検出用単結晶や極端紫外線(EUV)の撮像素子などに用いられる。簡易放射線計測器の「はかるくん」にも使われている。
放射性ヨウ素が原子炉内で生成される場合、炉心から格納容器内へは主にCsI として放出され、ほとんどが水に吸収される。